# Betsy King
Betsy King (Reading, Pensilvania, Estados Unidos, 13 de agosto de 1955) es una golfista estadounidense que disputó el LPGA Tour entre 1977 y 2005. Logró 34 victorias y 240 top 10 a lo largo de su carrera, y acabó primera en las temporadas 1984, 1989 y 1993.
La golfista venció en seis torneos mayores: el Abierto de Estados Unidos de 1989 y 1990, el Campeonato de la LPGA de 1992 y el Campeonato Kraft Nabisco de 1987, 1990 y 1997. Además fue segunda en el Campeonato de la LPGA de 1987, tercera en el Abierto de Estados Unidos de 1986 y 1995, segunda en el Abierto de Canadá de 1989 y 1993 y tercera en 1984, 1997 y 1998, y segunda en el Campeonato Kraft Nabisco de 1993. En total, consiguió 24 top 5 y 35 en torneos mayores.
King también venció en el Campeonato McDonald's de 1987 y 1989, Atlantic City LPGA Classic de 1987, 1995 y 2001, y LPGA Japan Classic de 1992 y 1993. Su última victoria fue en el LPGA Corning Classic de 2001, a la edad de 45 años. Fuera del circuito estadounidense, triunfó en el Abierto Británico de 1985.
Por otra parte, la estadounidense integró la selección nacional en cinco ediciones de la Copa Solheim entre 1990 y 1998, logrando ocho puntos de 15, y la Copa Handa de 2012 y 2013.
Antes de convertirse en profesional, jugó en la Universidad Furman de Greenville y fue la mejor amateur en el Abierto de Estados Unidos de 1976.
Entre 1996 y 2007, la golfista fue anfitriona del Betsy King Classic, un torneo de la LPGA disputado en el Berkleigh Country Club, cerca de su pueblo natal. En 1995 ingresó en el Salón de la Fama del Golf Mundial.